# Veflinge
Veflinge – miasto w Danii, w regionie Dania Południowa, w gminie Nordfyn.